# 핵 수용체
핵 수용체(核受容器, 영어: nuclear receptor)는 세포내에서 스테로이드 호르몬이나 갑상샘호르몬을 수용하는 역할을 하는 단백질이다. 핵수용체가 다른 호르몬 수용체와 구별되는 특징은 유전체 DNA에 직접 결합하여 유전자의 발현을 조절한다는 것이다. 따라서 핵 수용체를 전사인자의 일종으로 볼 수 있다.

## 같이 보기
- 수용체